# Bauer Rudolf
Bauer Rudolf (Budapest, 1879. január 2. – Sósér, 1932. november 9.) olimpiai bajnok magyar diszkoszvető.

## Életpályája
Budapesten született, Bauer János és Graffl Erzsébet gyermekeként. 1895-től 1898-ig a BTC (Budapesti Torna Club) sportolójaként több sportágban – atlétikában, birkózásban, evezésben és labdarúgásban – versenyzett.  1898-tól a budapesti tudományegyetemen jogot hallgatott, majd 1899-től a magyaróvári Gazdasági Akadémiára került és a helyi atlétikai klub színeiben készült a párizsi olimpiára. Technikai újítást vezetett be a diszkoszvetésben, ő a ma is alkalmazott modern fordulásos diszkoszvető mozgás kialakítója. A hazai válogatóversenyen aratott győzelme után az olimpiát is megnyerte, a párizsi Bois de Boulogne parkjában rendezett versenyen 36,04 méteres eredményt ért el, 1900. július 15-én. Ő lett a magyar atlétika első olimpiai bajnoka. Olimpiai győzelme idején még csak 21 éves volt, de ezt követően már csak néhány atlétikai versenyen indult. Hajós Alfréd után második magyar sportemberként nyert olimpiai bajnokságot és a sors furcsaságaként aranyérmeseink közül másodikként hunyt el.
Hazatérése után, 1901-től 1903-ig a Pannóniai Evezős Klub evezőseként sportolt, elvégezte a magyaróvári Gazdasági Akadémiát, majd vidéken gazdálkodni kezdett. Tanulmányai befejezése után a Dunatetétlen melletti Sósér-pusztán gazdálkodott, ahol nem diszkoszt, hanem búzát, kukoricát vetett, és boldogan élt. Itt hunyt el 1932-ben szívbénulás következtében.
A 20. század elején Bauer Rudolf sem erkölcsi, sem pedig anyagi elismerést nem kapott olimpiai győzelméért. A kiváló sportember 21 évesen, a csúcson abbahagyta a nemzetközi szereplést. Az olimpia után már csak vidéki gazdászversenyeken indult, és saját örömére dobálta a diszkoszt, amellyel 43 méterig jutott.
Ez is jelzi, hogy megfelelő támogatással és edzői segítséggel még sok kiemelkedő eredményt érhetett volna el. Emiatt azonban soha sem bánkódott, mert Bauer Rudolf nem a sikert, hanem a sportot szerette: úszott, tornázott, evezett, vívott, sőt válogatott labdarúgó is volt. A magyar atlétika első olimpiai bajnoka még idősebb korában is büszke volt arra, hogy a görög diszkoszvetést megreformálta, és a fordulással való dobást az egész világon átvették, és ez lett a versenyszám új stílusa.

## Emlékezete
- 2009 óta Mosonmagyaróváron domborműves emléktáblája van. Egy utca viseli a nevét a városban.
- 2000 óta Budapesten a IX. kerületi Kinizsi u. 31. ház falán (Bauer Rudolf volt háza) van domborműve. Mindkét domborművet Dinyés László szobrász készítette.

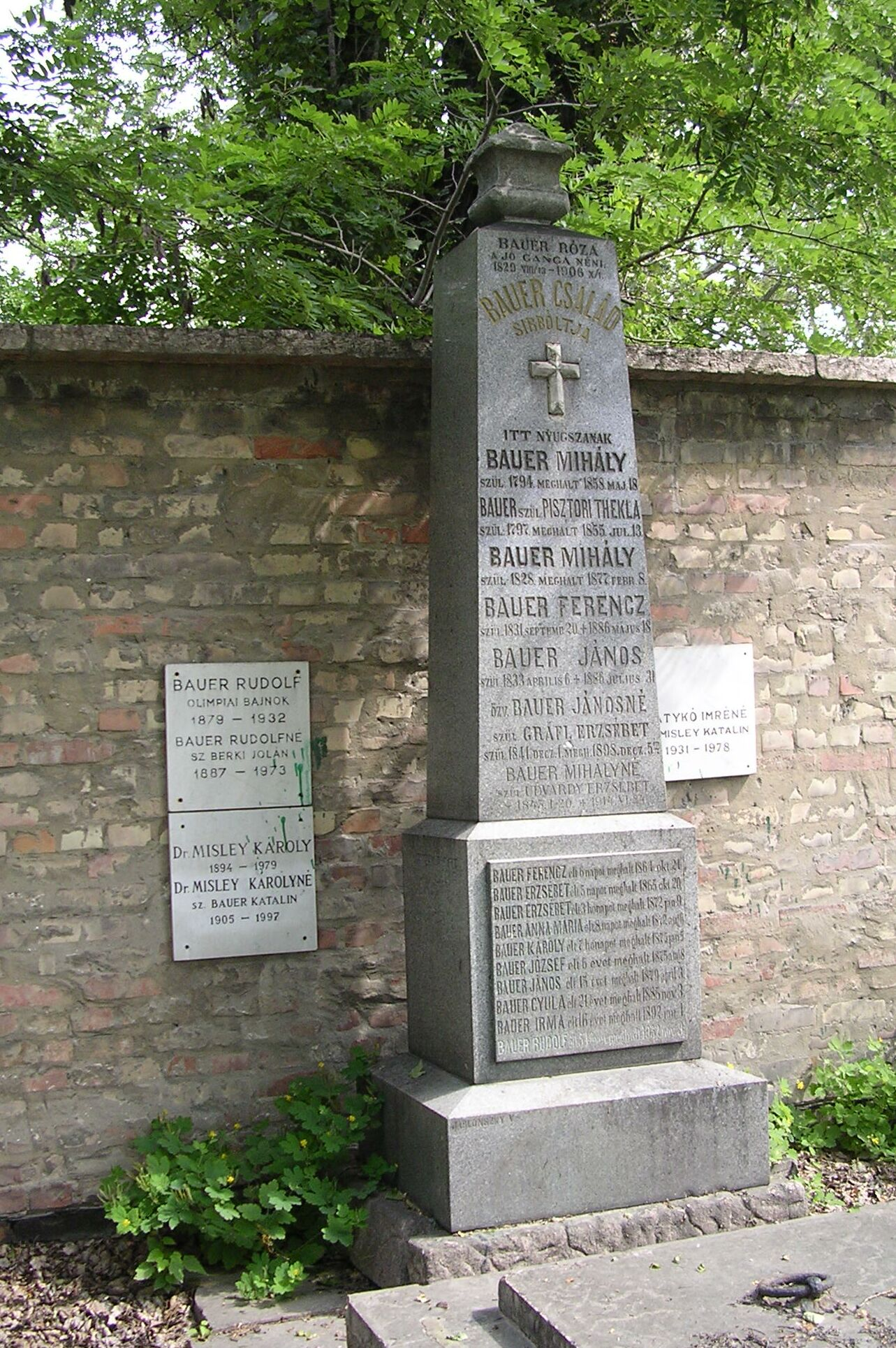
Sírja a Fiumei úti sírkertben (Bal oldali falsírboltok-166)